# Lei de Planck

Radiação de corpo negro

A Lei de Planck para radiação de corpo negro exprime a radiância espectral em função da frequência e da temperatura do corpo negro.
{\displaystyle I(\nu ,T)={\frac {2h\nu ^{3}}{c^{2}}}{\frac {1}{(e^{\frac {h\nu }{kT}}-1)}}}
A tabela seguinte descreve as variáveis e unidades utilizadas:
| Variável               | Descrição                  | Unidade             |
| ---------------------- | -------------------------- | ------------------- |
| {\displaystyle I\,}    | radiância espectral        | J•s−1•m−2•sr−1•Hz−1 |
| {\displaystyle \nu \,} | frequência                 | hertz               |
| {\displaystyle T\,}    | temperatura do corpo negro | kelvin              |
| {\displaystyle h\,}    | constante de Planck        | joule / hertz       |
| {\displaystyle c\,}    | velocidade da luz no vácuo | metros / segundo    |
| {\displaystyle e\,}    | número de Euler            | sem dimensão        |
| {\displaystyle k\,}    | constante de Boltzmann     | joule / kelvin      |
O comprimento de onda está relacionado a frequência como (supondo propagação de uma onda no vácuo):
{\displaystyle \lambda ={c \over \nu }.}
Pode-se escrever a Lei de Planck em termos de energia espectral:
{\displaystyle u(\nu ,T)={4\pi  \over c}I(\nu ,T)={\frac {8\pi h\nu ^{3}}{c^{3}}}~{\frac {1}{(e^{\frac {h\nu }{kT}}-1)}}}
A energia espectral também pode ser expressa como função do comprimento de onda:
{\displaystyle u(\lambda ,T)={8\pi hc \over \lambda ^{5}}{1 \over (e^{\frac {hc}{\lambda kT}}-1)}}
Max Planck produziu esta lei em 1900 e a publicou em 1901, na tentativa de melhorar a expressão proposta por Wilhelm Wien que adequou dados experimentais para comprimentos de onda curtos desviados para comprimentos de onda maiores. Ele estabeleceu que a Lei de Planck adequava-se para todos os comprimentos de onda extraordinariamente bem. Ao deduzir esta lei, ele considerou a possibilidade da distribuição de energia eletromagnética sobre os diferentes modos de oscilação de carga na matéria.
A Lei de Planck nasceu quando ele assumiu que a energia destas oscilações foi limitada para múltiplos inteiros da energia fundamental E, proporcional à frequência de oscilação {\displaystyle \nu } :
{\displaystyle E={nh\nu }} .
Planck acreditava que a quantização aplicava-se apenas a pequenas oscilações em paredes com cavidades (que hoje conhecemos como átomos), e não assumindo as propriedades de propagação da Luz em pacotes discretos de energia. Além disto, Planck não atribuiu nenhum significado físico a esta suposição, mas não acreditava que fosse apenas um resultado matemático que possibilitou uma expressão para o espectro emitido pelo corpo negro a partir de dados experimentais dos comprimentos de onda. Com isto Planck pôde resolver o problema da catástrofe do ultravioleta encontrada por Rayleigh e Jeans que fazia a radiância espectral tender ao infinito quando o comprimento de onda aproximava-se de zero, o que experimentalmente não é observado. É importante observar também que para a região do visível a fórmula de Planck pode ser aplicada pela aproximação de Wien e da mesma forma para temperaturas maiores e maiores comprimentos de onda podemos ter também a aproximação dada por Rayleigh e Jeans.